# Javeta pubicollis
Javeta pubicollis là một loài bọ cánh cứng trong họ Chrysomelidae. Loài này được L. Medvedev miêu tả khoa học năm 2001.